# Chuxiong
Chuxiong (楚雄市S, Chǔxióng ShìP) è una città-contea della Cina, situata nella provincia di Yunnan e amministrata dalla prefettura autonoma yi di Chuxiong.